# Viña del Mar Challenger 1991
Il Viña del Mar Challenger 1991 è stato un torneo di tennis facente parte della categoria ATP Challenger Series nell'ambito dell'ATP Challenger Series 1991. Il torneo si è giocato a Viña del Mar in Cile dal 21 al 27 gennaio 1991 su campi in terra rossa.

## Vincitori

### Singolare
Gustavo Giussani ha battuto in finale  Gabriel Markus con il punteggio di 4–6, 6–2, 6–0

### Doppio
Juan Antonio Pino Pérez /  Mario Tabares hanno battuto in finale  Gabriel Markus /  Francisco Yunis con il punteggio di 6–3, 6–2